# Pristimantis deyi
Pristimantis deyi es una especie de anfibio anuro de la familia Craugastoridae.

## Distribución geográfica
Esta especie es endémica de la región de San Martín del Perú. Habita en el parque nacional Río Abiseo entre los 2650 y 3000 m sobre el nivel del mar.

## Descripción
Los machos miden de 15 a 23 mm y las hembras de 25 a 34 mm.

## Etimología
Esta especie lleva el nombre en honor a Jonathan Dey.

## Publicación original
- Lehr, Gregory & Catenazzi, 2013: A new species of Pristimantis (Amphibia: Anura: Strabomantidae) from the Río Abiseo National Park, Peru. Zootaxa, n.º 3731 (2), p. 201–211.[3]